# Ülo Tärno
Ülo Tärno (ur. 22 maja 1936 w Haapsalu) – estoński inżynier, nauczyciel akademicki i polityk, deputowany do Riigikogu, profesor Uniwersytetu Technicznego w Tallinnie.

## Życiorys
W 1955 ukończył szkołę średnią w Tallinnie, a w 1960 studia z zakresu inżynierii przemysłowej i lądowej na Uniwersytecie Technicznym w Tallinnie. Od 1959 do 1963 pracował jako inżynier przy projektach przemysłowych. Następnie związany zawodowo z macierzystą uczelnią, na której odbył aspiranturę i studia doktoranckie. W 1983 objął stanowisko profesora. W 2005 przeszedł na emeryturę.
W latach 1989–1993 i 1996–2002 był radnym miejskim Tallinna. Od 1993 do 2005 zasiadał w zarządzie dzielnicy Mustamäe. W latach 1999–2003 z ramienia Estońskiej Partii Centrum sprawował mandat posła do Zgromadzenia Państwowego IX kadencji.